# Mandamento di Portogruaro
Il mandamento di Portogruaro era un mandamento italiano, comprendente undici comuni della Città metropolitana di Venezia.

## Descrizione
Coincideva con il vecchio distretto VIII di Portogruaro della provincia di Venezia, a sua volta derivato dal cantone II di Portogruaro del dipartimento del Tagliamento. Vi rientravano i comuni di Annone Veneto, Caorle, Cinto Caomaggiore, Concordia Sagittaria, Fossalta di Portogruaro, Gruaro, Portogruaro (14 147 abitanti nel 1921), Pramaggiore, San Michele al Tagliamento, San Stino di Livenza e Teglio Veneto.
Soppressa nel 1923, come tutti i mandamenti, questa entità geografica è ancora utilizzata da alcuni enti e associazioni. I comuni del territorio sono associati e gestiscono alcuni servizi, quali il trasporto pubblico mediante l'azienda ATVO e la raccolta e lo smaltimento rifiuti tramite l'A.S.V.O; formano pure la Conferenza dei Sindaci del Veneto Orientale, ente preposto alla gestione di fondi regionali.
Tuttavia, se amministrativamente il Mandamento di Portogruaro fa parte della Regione Veneto, dal punto di vista storico, geografico e in buona parte culturale esso è parte del Friuli (fatta eccezione per la città di Caorle, da sempre parte del territorio metropolitano di Venezia, il Dogado) da cui venne separato nel 1838 per essere assegnato alla provincia di Venezia.
Oltre alla lingua italiana, nel mandamento di Portogruaro è riconosciuta la lingua friulana (in una variante di friulano occidentale o concordiese) nei comuni di Concordia, Gruaro, Fossalta di Portogruaro, Cinto Caomaggiore, Teglio Veneto e San Michele al Tagliamento. A luglio del 2019 il tribunale di Portogruaro è stato accorpato con quello del capoluogo pordenonese, anche nell'ottica di garantire il bilinguismo nella Pubblica Amministrazione.